# Polyommatus hemialpinum
Polyommatus hemialpinum är en fjärilsart som beskrevs av Ruggero Verity 1943. Polyommatus hemialpinum ingår i släktet Polyommatus och familjen juvelvingar. Inga underarter finns listade i Catalogue of Life.